# کشتار حمیدیه
کشتار حمیدیه (به ارمنی: Համիդյան ջարդեր) که کشتار ارمنی‌ها نیز نامیده می‌شود، به کشتار دسته‌جمعی ارمنی‌ها در امپراتوری عثمانی در میانهٔ دههٔ ۱۸۹۰ اشاره دارد. تلفات تخمینی از ۱۰۰٬۰۰۰ تا ۳۰۰٬۰۰۰ متغیر است؛ در حالی که منجر به یتیم‌شدن ۵۰٬۰۰۰ کودک شد. این کشتار به اقتباس از سلطان عبدالحمید دوم نامیده شد که در تلاش برای حفظ قلمروی امپراتوری رو به افول عثمانی بود و پان‌اسلامیسم را به عنوان یک ایدئولوژی دولتی دوباره مطرح کرد. اگرچه هدف این کشتارها عمدتاً ارمنی‌ها بودند، اما در برخی موارد به‌طور بی‌هدف به پوگروم ضدمسیحی تبدیل شد، که شامل کشتارهای دیاربکر نیز می‌شد که بر اساس یک منبع معاصر، دست کم منجر به کشته‌شدن ۲۵٬۰۰۰ مسیحی سریانی/آرامی (آرامی‌ها) شد.
مقدمهٔ کشتارهای ۱۸۹۴–۱۸۹۶ با کشتارهایی که در ساسون (که مقاومت ساسون شهرت داشت)، صورت گرفت، آغاز شد. گروهی موسوم به «هنگ سواره‌نظام حمیدیه» که عموماً از کردهای سنی‌مذهب تشکیل شده بود و وظیفهٔ آن حفاظت از مرزهای شرقی امپراتوری عثمانی در برابر روسیهٔ تزاری بود؛ یعنی همان ولایاتی که عموماً ارمنی‌ها در آن‌ها زندگی می‌کردند در سال‌های پایانی قرن ۱۹ میلادی در جریان حملاتی دنباله‌دار به روستاهای ارمنی‌نشین، عامل کشتاری شد که امروز با نام «کشتار حمیدیه» شناخته می‌شود. دولت عثمانی با تبلیغات خود و با ادامهٔ همان خط مشی که پس از کشتارهای ۱۹۱۵–۱۹۱۶ میلادی نیز در پیش گرفت کوشید تا مسئولیت مطلق این کشتارها را به گردن کُردها بیندازد. در واقع کُردها نقشی به جز دستیاری نداشتند و برنامهٔ آن کشتارها همه توسط دولت عثمانی ریخته شده و به وسیلهٔ توده‌ها و گروهای مسلح و نیروهای ارتش تُرک که در وان و الازیغ از توپخانه نیز استفاده کردند، اجرا گردید و کُردها تنها به منظور غارتگری به آنان ملحق می‌شدند. ارمنی‌ها افزون‌بر مالیات‌هایی که می‌بایست به دولت بپردازند، مجبور بودند باج و خراجی غیرقانونی به رؤسای عشایر کُرد نیز پرداخت کنند.
در ۱۸۹۳، ارمنی‌های شهر ساسون، از تن دردادن به این زورگویی‌ها و پرداختن باج و خراج غیرقانونی به کُردها که ورشکست‌شان می‌کرد سر باز زدند. برعکس به پرداخت بدهی‌های خود به خزانهٔ دولت عثمانی همچنان ادامه می‌دادند. کُردها که به خشم آمده بودند به ارمنی‌های ساسون حمله‌ور شدند، ولی این کوه‌نشینان آنان را پس راندند. آنگاه کُردها از مقامات دولت عثمانی کمک خواستند و آنان فوراً سربازان مسلحی به منطقه اعزام داشتند. این سربازان که به فرماندهی ژنرال زکی پاشا بودند، به کُردها ملحق شدند. آن‌ها منطقهٔ ساسون را اشغال و دست به کشتار زدند (اوت ۱۸۹۴). این کشتارها نخستین حلقه از قتل‌عام‌هایی بود که از سال ۱۸۹۴ تا ۱۹۲۴ میلادی به مدت ۳۰ سال ادامه پیدا کرد. در این کشتار از دوازده هزار نفر ارمنی ساکن ساسون ۳٬۵۰۰ نفر کشته شدند.

## کشتار ارمنیان

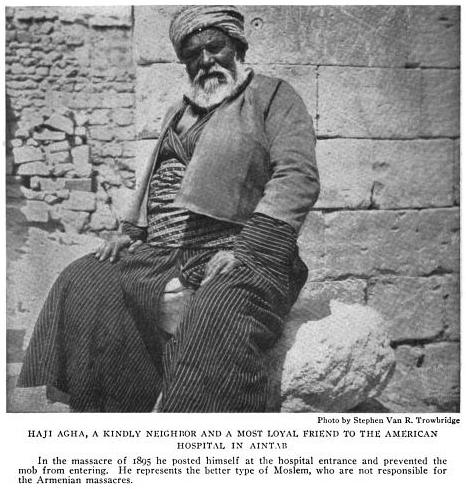
حاجی آقا، یکی از مسلمانانی بود که نگهبان بیمارستان آمریکایی غازی عینتاب را بر عهده داشت. برای محافظت از زخمی‌های ارمنی (۱۸۹۵ میلادی)، او در ورودی بیمارستان ایستاده و مانع ورود قاتلان به بیمارستان شده‌است.

به ابتکار دولت انگلستان که به وسیلهٔ کنسول خود در وان از ماجرا با خبر شده بود، قدرت‌های اروپایی حاضر شدند دستور یک تحقیق محلی بدهند، و این کار به وسیلهٔ نمایندگان‌شان در دربار عثمانی صورت گرفت. با وجود تلاش‌هایی که دولت روس برای کارشکنی در راه تحقق این کار کرد، این تحقیق به عمل آمد و نتیجهٔ آن نادرستی اظهارات دولت عثمانی را که مدعی بود کشتار ارمنیان به دنبال شورشی روی داده که آنان برضد دولت به‌پاکرده بودند ثابت نمود؛ و نیز ثابت کرد که نیروهای منظم عثمانی همین‌که به محل رسیده‌اند بی‌آنکه جلوی جنگ و خون‌ریزی را بگیرند به کُردها ملحق شده و در کشتار ارمنیان دستیار آنان شدند.
پل کامبن سفیر فرانسه در قسطنطنیه بعد از تحقیقات دربارهٔ حوادث ساسون نوشته‌است: 
«هرچه هم به حکم ضرورت، به صورت بسیار ناشیانه تنظیم شده بود باز دلیل کافی بر محکومیت اقدامات دولت عثمانی است. این نتیجه‌گیری‌ها هر چند ناقص است به‌طور قطع و یقین ثابت می‌کند که شکایات ارمنی‌ها موجه است.»
در پاسخ به درخواست قدرت‌های بزرگ دایر بر تنبیه مقصران، سلطان عبدالحمید دوم به قاضی شهر موش و به سرکردهٔ نیروهای تُرک که عملیات کشتار را رهبری کرده بودند خلعت و نشان افتخار داد. این حوادث غم‌انگیز رابرت گاسکوین-سسیل نخست‌وزیر انگلستان را بر آن داشت تا یک نقشهٔ اصلاحی به منظور اجرای مفاد مادهٔ ۶۱ معاهدهٔ برلین پیشنهاد کند.
نمایندگان ارمنی از ۱۸۷۸ میلادی به بعد بر طبق مادهٔ ۶۱ معاهدهٔ برلین مرتباً اجرای اصلاحات موعود در شهرستان‌های ارمنی را درخواست می‌کردند. خواسته‌های ارمنیان متضمن نکات زیر بود:
1. تشکیل مجدد شش ولایت ارمنی ترکیه با مرزهای طبیعی خود.
2. انتصاب حاکمی برای هر یک از آن شهرستان‌ها که مورد قبول قدرت‌های اروپایی باشد.
3. اصلاح سیستم وصول مالیات که تا به آن روز چیزی بجز یک راهزنی رسمی سازمان یافته نبوده‌است.
4. اصلاح تشکیلات قضایی
5. ایجاد یک ژاندارمری مخلوط یعنی ارمنی‌ها نیز در آن داخل باشند.

۶. حق داشتن نمایندگانی به تناسب جمعیت در شوراهای محلی.
همین خواسته‌های مشروع هیچ وقت تحقق پیدا نکرد.
این بار دولت عثمانی نقشه کشید که ارتباط شهرستان‌های ارمنی را با اقداماتی از قبیل منع مسافرت‌ها به آن سرزمین و سانسورهای پستی با سایر نقاط قطع کند و آنگاه دست به کشتارهای مورد نظر بزند. خود عمل کشتارها نیز تقریباً با همان احتیاط کاری برنامه‌ریزی شد. نمایندگانی به شهرستان‌های ارمنی فرستاده شدند که برای توده‌های مردم مجتمع در مساجد سخنرانی‌ها کردند و به آنان گفتند خبر موثق با دلایل موجه به سلطان رسیده‌است که ارمنی‌ها در کار توطئه‌چینی بزرگی هستند و هدف از آن حمله به مسلمانان و به دین اسلام است. آنگاه از مردم دعوت شد که برای خنثی کردن این توطئه ارمنی‌ها را بکشند و اموال‌شان را تصاحب کنند. سپس به توزیع اسلحه در بین مردم پرداختند.
این مقدمه‌چینی برای کشتارهای دسته‌جمعی به وسیلهٔ دولت و عمال محلی او با گزارش‌های سیاسی و کنسولی نمایندگان مقیم ترکیه به طرز روشنی آشکار شده‌است.
در ماه سپتامبر ۱۸۹۵ میلادی ارمنی‌ها در قسطنطنیه تظاهراتی به رهبری حزب سوسیال دموکرات هنچاکیان برپا کردند که به خون کشیده شد. از پی آن کشتارهای عظیمی از سپتامبر تا دسامبر ۱۸۹۵ میلادی به وقوع پیوست. کشتارها به مقیاس بسیار وسیعی در ترابزون، بایبورت، ارزروم، ارزنجان، بتلیس، دیاربکر، الازیغ، آرابگیر،ملطیه، سیواس ،ماردین و قهرمان مرعش صورت گرفت. این کشتارها در شانلی اورفه به اوج شدت خود رسید، چه در آن شهر در طول هفتهٔ اول عید میلاد مسیح، سه هزار نفر ارمنی که بیشتر زن و کودک بودند و در کلیسای جامع شهر پناه گرفته بودند در همان کلیسا زنده زنده به آتش کشیده شدند.

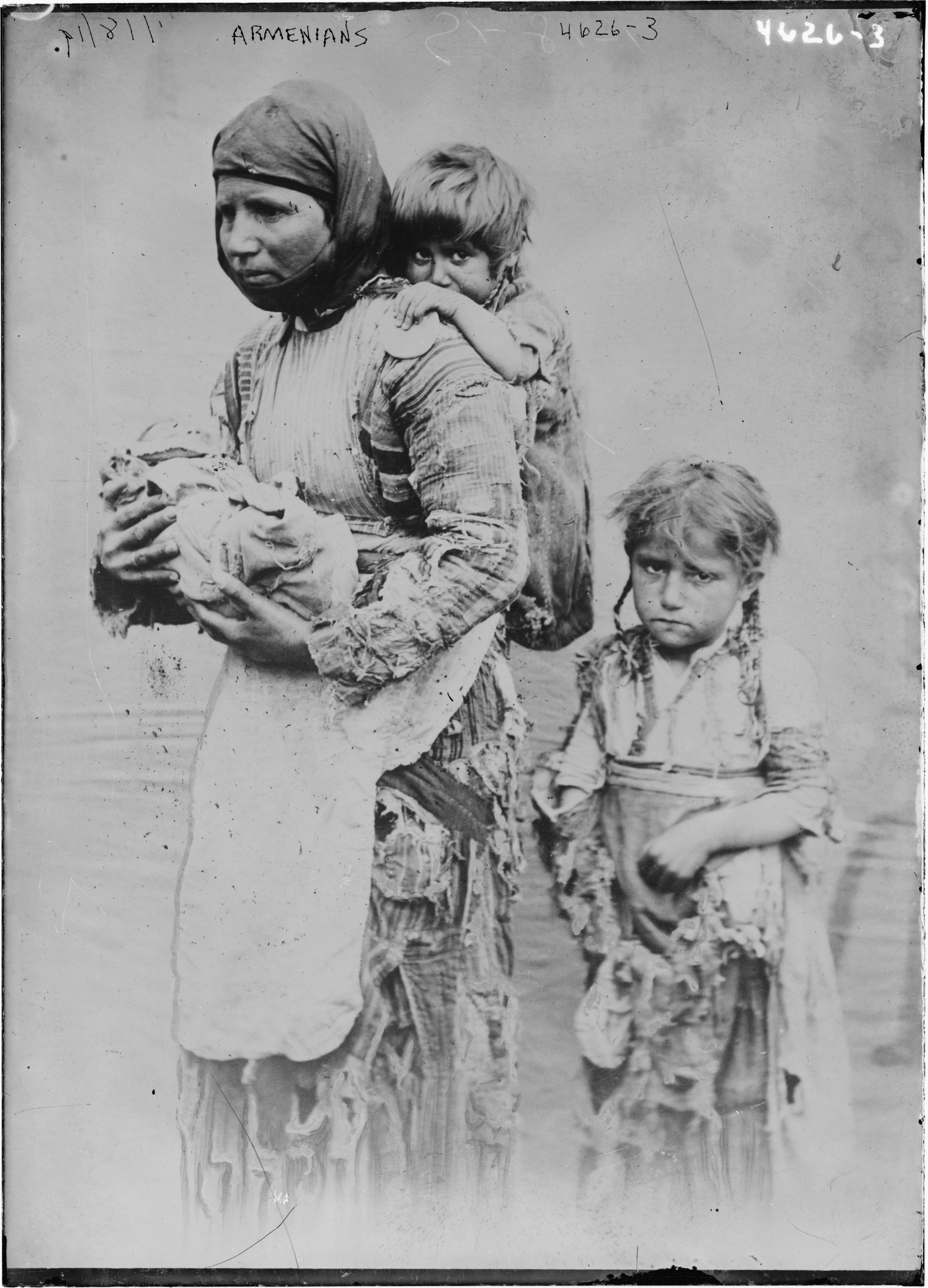
زن ارمنی با همراه کودکان خود آواره شده از قتل‌عام، نام‌های کودکان ماکارید (در پشت او)، نِوارت (ایستاده در کنار او) در شهر الازیغ

جمع کل قربانیان کشتارهای ۱۸۹۴ تا ۱۸۹۶ میلادی (مناطق ارزروم، وان و بتلیس) ۲۰۰٬۰۰۰ نفر برآورد شده‌است. به اضافهٔ ۱۰۰٬۰۰۰ نفر که در زمستان‌های سخت ارمنستان به علت ویران شدن خانه و کاشانه از گرسنگی و سرما مرده‌اند و کودکانی که بر اثر از دست دادن والدین خود تلف شدند و بالغ بر ۵۰٬۰۰۰ کودک یتیم شدند. افزون‌بر ارمنی‌ها ۲۵٬۰۰۰ نفر آشوری در شهر دیاربکر کشته شدند.
باید به این رقم عده‌ای را نیز که به زور از دین برگردانده شده‌اند اضافه کرد و سفیر فرانسه عدهٔ آنان را به چهل هزار نفر برآورد کرده‌است.
بیش از یکصد هزار ارمنی ساکن ترکیه تنها در سال‌های ۱۸۹۴ تا ۱۸۹۷ میلادی آن کشور را ترک کردند و به سرزمین قفقاز جنوبی و کشورهای شبه‌جزیرهٔ بالکان و به ایالات متحدهٔ آمریکا پناهنده شدند.
زمامداران تُرک بنا به عادت همیشگی خود نخست وجود کشتارهایی را تکذیب کردند و مدعی شدند که چیزی بجز اغتشاشات نبوده‌است. لیکن چندی نگذشت که تُرکان و مبرزترین وکلای آنان مجبور شدند در برابر دلایل و مدارک انکارناپذیر مسلم بودن آن اعمال را تأیید کنند. آنگاه تُرکان درصدد برآمدند تا از شدت فاجعه بکاهند، به این بهانه که آن کشتارها چیزی بجز پاسخ دولت به شورش عمومی ارمنیان نبوده‌است.
ویلیام اوارت گلدستون به این تهمت شورش ارمنی‌ها، در جلسه‌ای که در چستر برپا بود چنین گفت: 
«اگر این حرف معنایی هم داشته باشد معنی آن به‌طور روشن این است که ارمنیان هر چند اسلحه نداشته‌اند کوشیده‌اند از جان و مال و خانه و کاشانه و از زن و کودکان خود دفاع کنند.»
در واقع ارمنیان نیز همچون بلغارها در ۱۸۷۶ میلادی هرجا که توانستند در برابر تجاوزات تُرکان عثمانی دست به مقاومتی نااُمیدانه زدند و بسیاری از آنان قهرمانانه کشته شدند. این مورد به ویژه در جنوب وان پیش آمد که چون ساکنان ارمنی آن مسلح بودند موفق شدند حملات مشترک تُرکان و کُردها را دفع کنند. در زیتون، ارمنیان که به رهبری حزب هنچاک متشکل شده بودند با موفقیت مقاومت کردند و «دژ زیتون» را به تصرف درآوردند.
سرانجام دولت عثمانی با تبلیغات خود و با ادامهٔ همان خط مشی که پس از کشتارهای ۱۹۱۵–۱۹۱۶ میلادی نیز در پیش گرفت کوشید تا مسئولیت مطلق این کشتارها را به گردن کُردها بیندازد. در واقع کُردها نقشی بجز دستیاری نداشتند و برنامهٔ آن کشتارها همه توسط دولت عثمانی ریخته شده و به وسیلهٔ توده‌ها و گروهای مسلح و نیروهای ارتش تُرک که در وان و الازیغ از توپخانه نیز استفاده کردند، اجرا گردید و کُردها تنها به منظور غارتگری به آنان ملحق می‌شدند.
ای. ج. دیلن پس از تحقیق که در محل انجام داده‌است از قول یکی از رؤسای عشایر کُرد نقل می‌کند که: 
«ترکان از ارمنیان متنفرند، و حال آنکه ما کُردها از آنان نفرتی نداریم. آنچه ما می‌خواهیم پول است و غارت و حال آنکه ترک‌ها می‌خواهند جانشان را بگیرند.»
رابرت گاسکوین-سسیل که در خلال این اوقات به جای آرچیبالد پریمروز معروف به لرد رزبری در رأس دولت انگلستان قرار گرفته بود برای مقابله با این کشتارهای دسته‌جمعی به قدرت‌های بزرگ پیشنهاد کرد مشترکاً «دخالت کنند تا سلطان را مجبور سازند دست از این جنایتکاری‌ها بردارد و اصلاحات موعود را به اجرا درآورد، لیکن پیشنهاد او با بی‌اعتنایی و عدم تمایل روس‌ها و آلمان برخورد کرد.شاهزاده لبانف وزیر خارجهٔ روسیه با دخالت قدرت‌های بزرگ به عقیدهٔ او نقص حاکمیت دولت عثمانی بود مخالفت کرد. و این عیناً» نظریه خود دولت عثمانی هم بود که هانری فینو محقق فرانسوی بیان کرده‌است:
«دولت عثمانی که مجبور شده‌است به کشتارهای ارتکابی اعتراف کند ناچار برای اینکه به او اجازه دهند که به همان کشتارها ادامه بدهد به حقوق بین‌الملل متوسل شده‌است.»
آنگاه گلدستون و اکثر آزادیخواهان انگلیسی در برابر ضعف و ناتوانی قدرت‌های بزرگ خواستار دخالت مستقیم انگلستان ولو به تنهایی شدند. لیکن لرد سالیسبوری نپذیرفت که تا به آنجا پیش برود، چون از آن می‌ترسید که دخالت انگلستان به تنهایی منجر به اتحاد قدرت‌های دیگر بر ضد او شود و روسیه در سایهٔ این حوادث بر بلغارها مسلط گردد.

## تسخیر بانک عثمانی
حزب فدراسیون انقلابی ارمنی برای اینکه قدرت‌های اروپایی را مجبور به مداخله کند تصمیم گرفت تا با یک اقدام جسورانه بانک عثمانی در قسطنطنیه را که از مؤسسات مهم مالی بین‌المللی در مشرق زمین بود به تصرف درآورد.
ویکتور برار می‌نویسد: 
«پس از شش ماه کشتار متوالی که اروپا تظاهر می‌کرد به اینکه مسئلهٔ ارمنستان را حل شده می‌داند ارمنیان تصمیم گرفته بودند به اروپا نشان بدهند هنوز ارمنستانی وجود دارد ولی دیگر حکومتی به نام دولت عثمانی وجود ندارد.»
در روز چهارشنبه ۲۶ ماه اوت ۱۸۹۶ در ساعت یک بعدازظهر، ۲۶ نفر ارمنی وابسته به فدراسیون انقلابی ارمنی (داشناکتسوتیون) به فرماندهی بابکن سیونی، پس از اینکه نگهبانان بانک عثمانی در قسطنطنیه را به ضرب گلوله از پای درآوردند ساختمان بانک را اشغال کردند. بابکن سیونی در بانک جان باخت و از ان پس آرمن گارو بود که دفاع از ساختمان بانک را دربرابر نیروهای دولتی که می‌خواستند آن را پس بگیرند رهبری کرد.

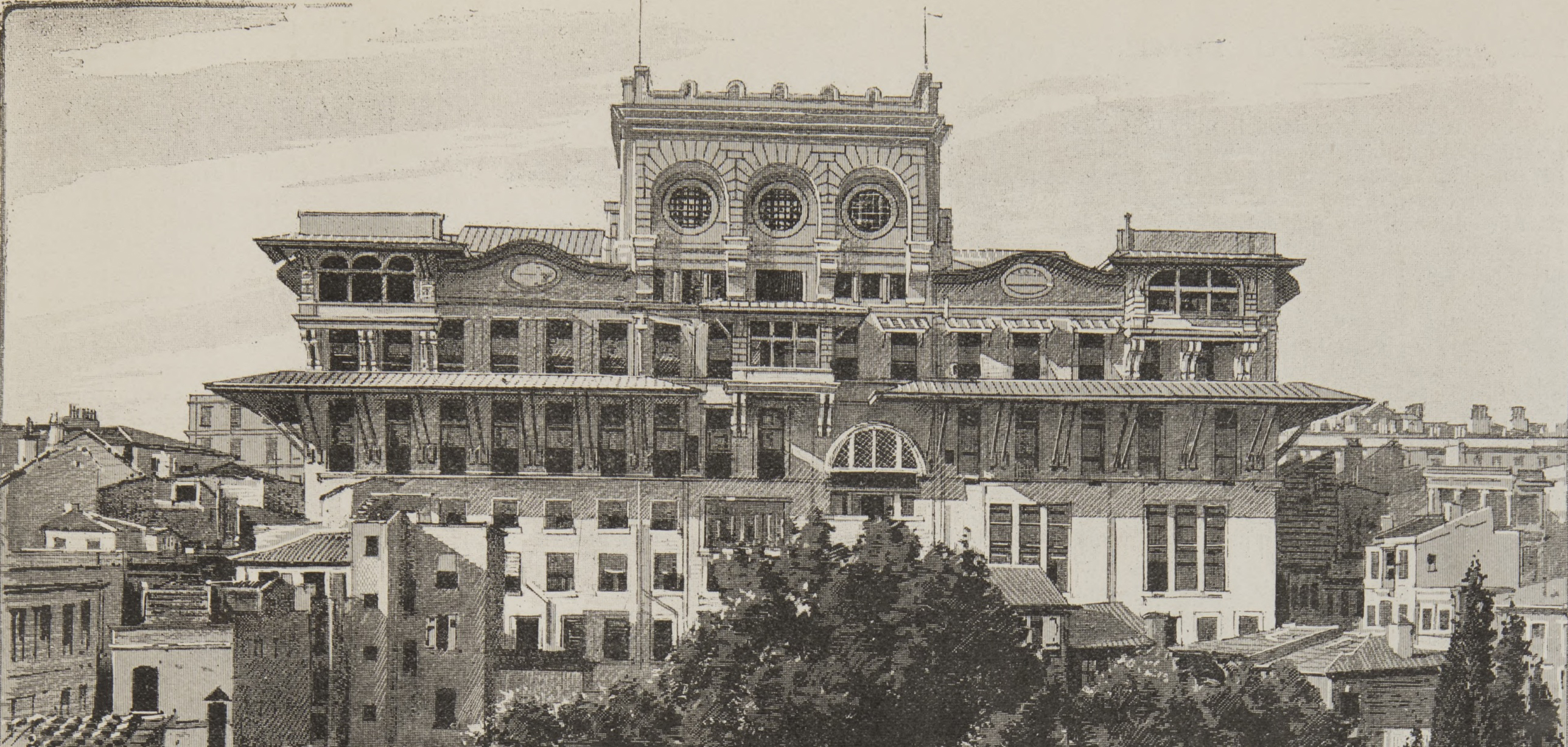
بانک عثمانی

انقلابیون در همان روز اعلامیه‌ای خطاب به قدرت‌های بزرگ اروپایی صادر کردند که در آن گفته بودند: 
«ما اینک در ساختمان بانک عثمانی هستیم و از آن بیرون نمی‌رویم مگر با وعدهٔ سلطان که به ما قول بدهد به درخواست‌های بر حق مابرسد و حل مسئلهٔ ارمنی را به یک داور بین‌المللی محول کند. در غیر این صورت ما پس از سه روز ساختمان بانک را با خودمان که در آن هستیم منفجر خواهیم کرد.»
انقلابیون ارمنی چهارده ساعت بر ساختمان بانک مسلط بودند و با مبارزه‌ای خاطره‌انگیز حملات نیروهای عثمانی را که برای مقابله با آنان فرستاده شده بودند دفع کردند. سرانجام سفیران قدرت‌های اروپایی و مدیر کل بانک سِر ادگار وینست (لرد دابرنن) موفق شدند انقلابیون را به تخلیه آنجا وادارند، با وعدهٔ اینکه در مسئلهٔ ارمنستان دخالت کنند و ضمناً سالم رفتن انقلابیون ارمنی به خانه‌های خود را نیز تضمین کردند.
از نتایج تسخیر بانک عثمانی مرگ شاهزاده لبانف وزیر خارجهٔ روسیه تزاری بود. این دشمن ارمنستان و ارمنیان برای مذاکراتی با هم قطار اتریشی خود دربارهٔ مسائل سیاسی روز به وین رفته بود. وی در را بازگشت از سفر وقتی تلگراف حاکی از خبر تسخیر بانک عثمانی به وسیله انقلابیون ارمنی را خواند در دم سکته کرد و مُرد. تأثیر ناشی از خواندن این خبر که حادثه‌ای بس مهم بود و همه سیاست او را تهدید به بطلان می‌کرد چنان شدید بود که به عمر مردی که از مدت‌ها پیش بیمار بود پایان داد.
یکی دیگر از مهم‌ترین نتیجهٔ تسخیر بانک عثمانی تدارکات نظامی روسیه بود که دولت پس از وقوع این حادثه گمان می‌کرد باید به آن دست بزند. نلدیف سفیر روسیه در دربار عثمانی برخلاف وزیر خارجهٔ کشور خود همیشه طرفدار دخالت روسیه در مسئلهٔ ارمنستان بود تا جلو این کشتارها را بگیرد. نامبرده به دولت خود گزارش داد که این واقعه حاکی از آن است که حالتی از هرج و مرج در عثمانی برقرار خواهد شد و احتمال قریب به یقین انقلابیون ارمنی در کار تدارک سوء قصدهای مشابهی هستند.
در آن اوضاع و احوال دخالت قدرت‌های بزرگ اروپایی برای حمایت از ملیت‌های مسیحی و برای حفظ منافع خود به نظر سفیر روسیه اجتناب‌ناپذیر می‌آمد. دخالتی به صورت ورود کشتی‌های جنگی موجود در دریای مدیترانه به درون بغازها که خطر تصفیهٔ امپراتوری عثمانی را نیز در پی داشت. به عقیدهٔ نلدیف صحبت برسر این بود که مبادا روسیه دیر برسد و در نتیجه کلید منطقه یعنی تنگهٔ بسفر به دست قدرت‌های اروپایی دیگر بیفتد.
سرانجام نلدیف موفق شد دولت متبوع خود را با نظرات خویش موافق سازد، روسیه کشتی‌ها خود را در دریای سیاه را مجهز کرد و در شبه‌جزیرهٔ کریمه به جمع‌آوری سپاهی برای پیاده کردن در نقاط لازم پرداخت بدین منظور که در صورت دخالت قدرت‌های بزرگ، که از آن پس تقریباً در مدتی کوتاه اجتناب ناپذیر به نظر می‌رسید بتواند منافع خود را حفظ کند.
سلطان عبدالحمید دوم از این تدارکات آگاه شد، ترسید و عمل زشت کشتار ارمنیان را متوقف نمود لیکن همچنان به اجتناب از اجرای مادهٔ ۶۱ معاهدهٔ برلین ادامه داد.
و چنین بود که این نخستین تلاش برای از بین بردن ملت ارمنی به مقیاسی وسیع و با برنامهٔ تدوین شده، با کشتارهای ۱۸۹۴–۱۸۹۶ پایان یافت.
ویلیام اوارت گلدستون در ۲۱ سپتامبر ۱۸۹۷ ترازنامه این کشتارها را در این عبارت آورده‌است: 
«چیزی بالغ بر ۳۰۰٬۰۰۰ ارمنی کشته شدند، هیچگونه تضمینی برای خودداری از تکرار این فجایع گرفته نشد، سود مادی زیادی نصیب آدمکشان گردید، و این همه به سبب هماهنگی دول اروپایی با عثمانی یعنی بی‌اعتمادی نسبت به هم و نفرت قدرت‌های بزرگ از هم بود.»